# 御手洗村
御手洗村（みたらしむら）は、石川県石川郡に存在した村。
村名は河川名による。

## 地理
- 現在の白山市の北部。松任の旧来の市街地から見れば北西の方向に位置する。日本海の海岸に沿う村だった。
- 田んぼを中心とする平坦な平野の地形。海岸に沿っていたことで、かつては漁業も盛んだった。
- 現在では石川県道25号金沢美川小松線、北陸自動車道が通り、徳光パーキングエリア（徳光スマートインターチェンジ）があり、その隣に松任海浜公園がある。
- 徳光の一部は現在の千代野ニュータウンにかかっている。

## 歴史
- 1889年（明治22年）4月1日 - 町村制の施行により、石川郡相川（そうご）村、相川新村、村井新村及び徳光村の区域をもって、石川郡御手洗村が発足する。当初役場は相川新に設置。
- 1913年（大正2年） - 役場を相川に移転。
- 1954年（昭和29年）3月31日 - 松任町、旭村、中奥村、林中村、一木村、出城村、御手洗村、宮保村、笠間村、柏野村及び石川村が合併して、改めて松任町が発足する。4大字は松任町の町名に継承。